# Philiris gisella
Philiris gisella är en fjärilsart som beskrevs av Otto Staudinger 1888. Philiris gisella ingår i släktet Philiris och familjen juvelvingar. Inga underarter finns listade i Catalogue of Life.